# Air Seoul
Air Seoul (en coreano: 에어 서울; Romanizado: E-eo Seoul) es una aerolínea de bajo costo de Corea del Sur y una subsidiaria de Asiana Airlines. La aerolínea tiene su base en el Aeropuerto Internacional de Incheon en Seúl, desde donde opera vuelos a destinos internacionales. Inició operaciones el 11 de julio de 2016. Air Seoul es una subsidiaria de propiedad total de Asiana Airlines. Su sede se encuentra en la Kumho Asiana Main Tower en Seúl, y su director ejecutivo es Cho Jin-man.

## Historia
Desde principios de 2014, Asiana Airlines había considerado lanzar una segunda aerolínea de bajo costo además de Air Busan.  Inicialmente enfrentó dificultades para continuar con el proyecto debido al accidente del vuelo 214 de Asiana Airlines en julio de 2013. Asiana tiene sólo una participación minoritaria del 46% en Air Busan, mientras que tiene una participación mayoritaria en Air Seoul. Air Busan tiene su sede en Busan, lo que ha permitido que otras aerolíneas de bajo coste como Jin Air y Jeju Air llenen el mercado de Seúl; Air Seoul tiene su sede en Seúl. Los objetivos de Air Seoul son fortalecer la competencia de Asiana con otras aerolíneas de bajo coste de Corea del Sur y mejorar el desempeño de Asiana en ciertos mercados, como las ciudades secundarias japonesas.
La aerolínea se estableció el 7 de abril de 2015. En junio de 2016, Air Seoul operó vuelos de prueba dentro de Corea del Sur. El 5 de julio de 2016, el Ministerio de Tierra, Infraestructura y Transporte anunció que había otorgado a Air Seoul su certificado de operador aéreo.  Los vuelos entre Seúl-Gimpo y Jeju comenzaron el 11 de julio. La aerolínea inició vuelos a Japón en octubre de 2016, sus primeras rutas internacionales y desde entonces se ha convertido en una aerolínea puramente internacional. El 7 de noviembre de 2016, Air Seoul anunció que había colaborado con Naver Line WEBTOON para producir un video de seguridad. Algunas de las obras web que aparecen en este video de seguridad incluyen Denma, The Sound of the Heart y Noblesse.
Air Seoul comenzó a ofrecer una revista a bordo titulada Your Seoul a los pasajeros en enero de 2017. La revista anuncia las atracciones turísticas en la ciudad central de la aerolínea, Seúl.
En 2018, transportó 1,7 millones de pasajeros, un 109% más que en 2017.
El 1 de enero de 2018, Air Seoul inauguró su nuevo director ejecutivo, anteriormente Ryu Kwang-hee.
El 21 de marzo de 2019, Air Seoul colaboró con LICO (Life Is Comic) Archivado el 11 de enero de 2021 en Wayback Machine. de Naver Line WEBTOON al presentar un nuevo video de seguridad a bordo. Air Seoul es la primera aerolínea coreana en producir un video de seguridad a bordo basado en una animación 3D creada con el personaje de LICO, Hwang-goo.
El 7 de octubre de 2019, Air Seoul lanza un servicio de entretenimiento a bordo llamado Cinema in the Sky.
El 16 de diciembre de 2019, Air Seoul lanzó una ruta Hanói - Seúl.  La aerolínea ha confirmado que Tam Vuong se había convertido en representante oficial de Air Seoul en Vietnam.
El 1 de enero de 2021, Air Seoul nombró a su nuevo director ejecutivo antes de la adquisición de Asiana Airlines, en sustitución de Cho Kyu-yung.

## Destinos
Air Seoul sirve los siguientes destinos:
| País          | Ciudad        | Aeropuerto                                    | Notas              | Referencias         |
| ------------- | ------------- | --------------------------------------------- | ------------------ | ------------------- |
| Camboya       | Siem Riep     | Aeropuerto Internacional de Angkor            |                    | [ 2 ] [ 3 ]         |
| China         | Hong Kong     | Aeropuerto Internacional de Hong Kong         |                    | [ 2 ] [ 4 ]         |
| China         | Linyi         | Aeropuerto de Linyi-Qiyang                    |                    | [ 5 ] [ 6 ]         |
| China         | Macao         | Aeropuerto Internacional de Macao             | Servicio terminado | [ 3 ] [ 7 ]         |
| China         | Yantai        | Aeropuerto Internacional Yantai Penglai       |                    | [ 8 ]               |
| China         | Zhangjiajie   | Aeropuerto Internacional de Zhangjiajie Hehua |                    | [ 9 ] [ 6 ]         |
| Francia       | París         | Aeropuerto de París-Orly                      | Planes de inicio   | [ 2 ] [ 4 ]         |
| Guam          | Agaña         | Aeropuerto Internacional Antonio B. Won Pat   |                    | [ 2 ] [ 4 ]         |
| Japón         | Fukuoka       | Aeropuerto de Fukuoka                         |                    | [ 2 ] [ 10 ]        |
| Japón         | Hiroshima     | Aeropuerto de Hiroshima                       | Servicio terminado | [ 3 ] [ 11 ]        |
| Japón         | Kumamoto      | Aeropuerto de Kumamoto                        |                    | [ 2 ] [ 12 ] [ 13 ] |
| Japón         | Nagasaki      | Aeropuerto de Nagasaki                        |                    | [ 3 ]               |
| Japón         | Naha          | Aeropuerto de Naha                            | Servicio terminado | [ 14 ] [ 15 ]       |
| Japón         | Osaka         | Kansai International Airport                  |                    | [ 2 ] [ 4 ]         |
| Japón         | Sapporo       | Nuevo Aeropuerto de Chitose                   |                    | [ 16 ]              |
| Japón         | Shizuoka      | Aeropuerto de Shizuoka                        | Servicio terminado | [ 3 ] [ 17 ]        |
| Japón         | Takamatsu     | Aeropuerto de Takamatsu                       |                    | [ 2 ] [ 3 ]         |
| Japón         | Tokio         | Narita International Airport                  |                    | [ 2 ] [ 4 ]         |
| Japón         | Toyama        | Aeropuerto de Toyama                          | Servicio terminado | [ 13 ] [ 18 ]       |
| Japón         | Ube           | Aeropuerto de Yamaguchi Ube                   | Servicio terminado | [ 13 ] [ 18 ]       |
| Japón         | Yonago        | Aeropuerto de Yonago—Miho                     |                    | [ 3 ]               |
| Malasia       | Kota Kinabalu | Aeropuerto Internacional de Kota Kinabalu     |                    | [ 2 ] [ 3 ]         |
| Filipinas     | Kalibo        | Aeropuerto Internacional de Kalibo            |                    | [ 2 ] [ 19 ]        |
| Corea del Sur | Busan         | Gimhae International Airport                  |                    | [ 20 ]              |
| Corea del Sur | Cheongju      | Aeropuerto Internacional de Cheongju          |                    | [ 21 ]              |
| Corea del Sur | Jeju          | Aeropuerto Internacional de Jeju              |                    | [ 22 ] [ 23 ]       |
| Corea del Sur | Seúl          | Aeropuerto Internacional de Gimpo             |                    | [ 22 ] [ 23 ]       |
| Corea del Sur | Seúl          | Aeropuerto Internacional de Incheon           | Hub                | [ 22 ]              |
| Vietnam       | Da Nang       | Aeropuerto Internacional de Đà Nẵng           |                    | [ 2 ] [ 16 ]        |
| Vietnam       | Hanói         | Aeropuerto Internacional de Nội Bài           |                    | [ 2 ] [ 24 ]        |
| Vietnam       | Nha Trang     | Aeropuerto de Cam Ranh                        |                    | [ 2 ] [ 24 ]        |

## Flota

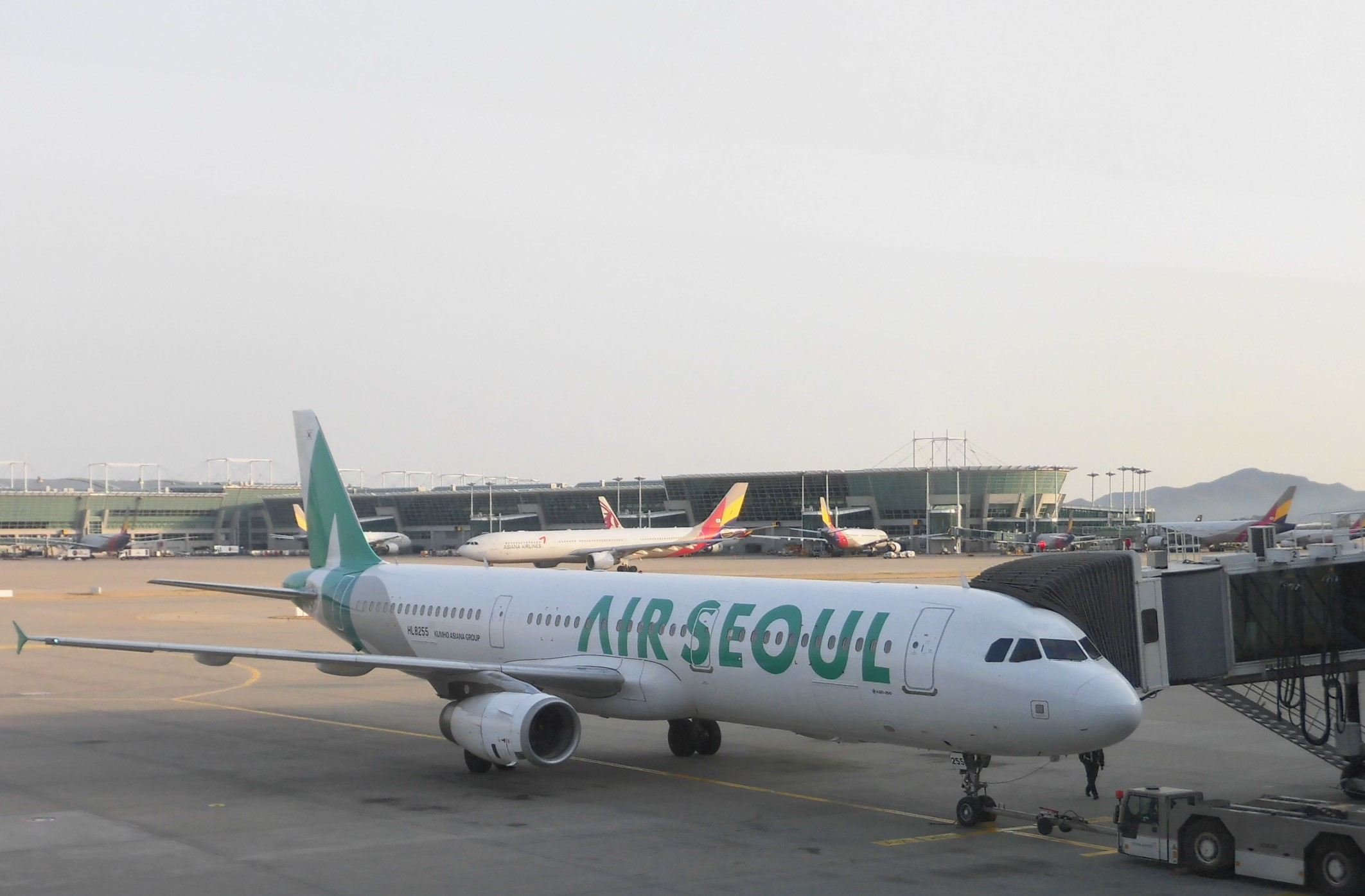
Airbus A321 de Air Seoul en Incheon

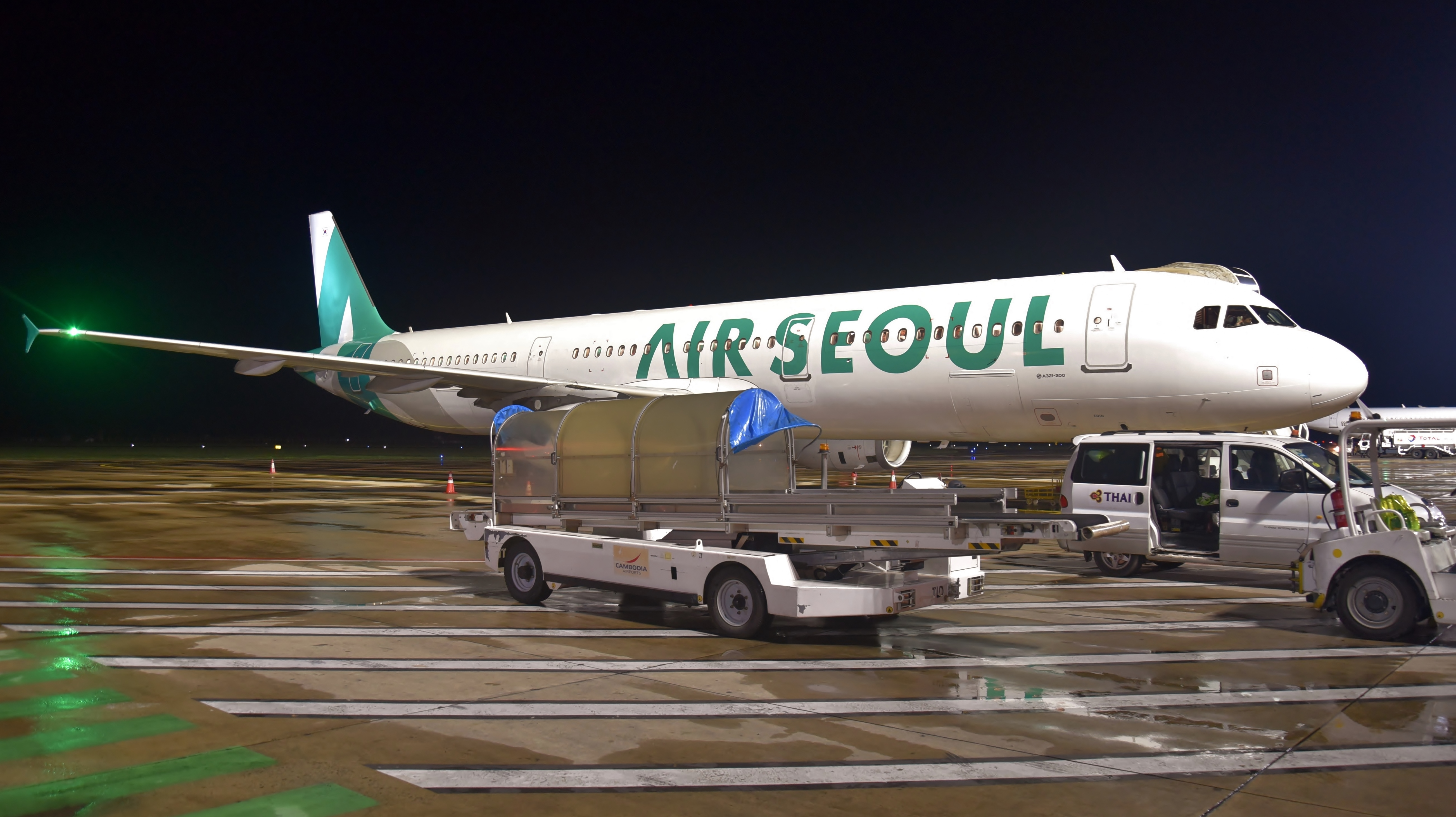
Airbus A321 de Air Seoul en Siem Riep

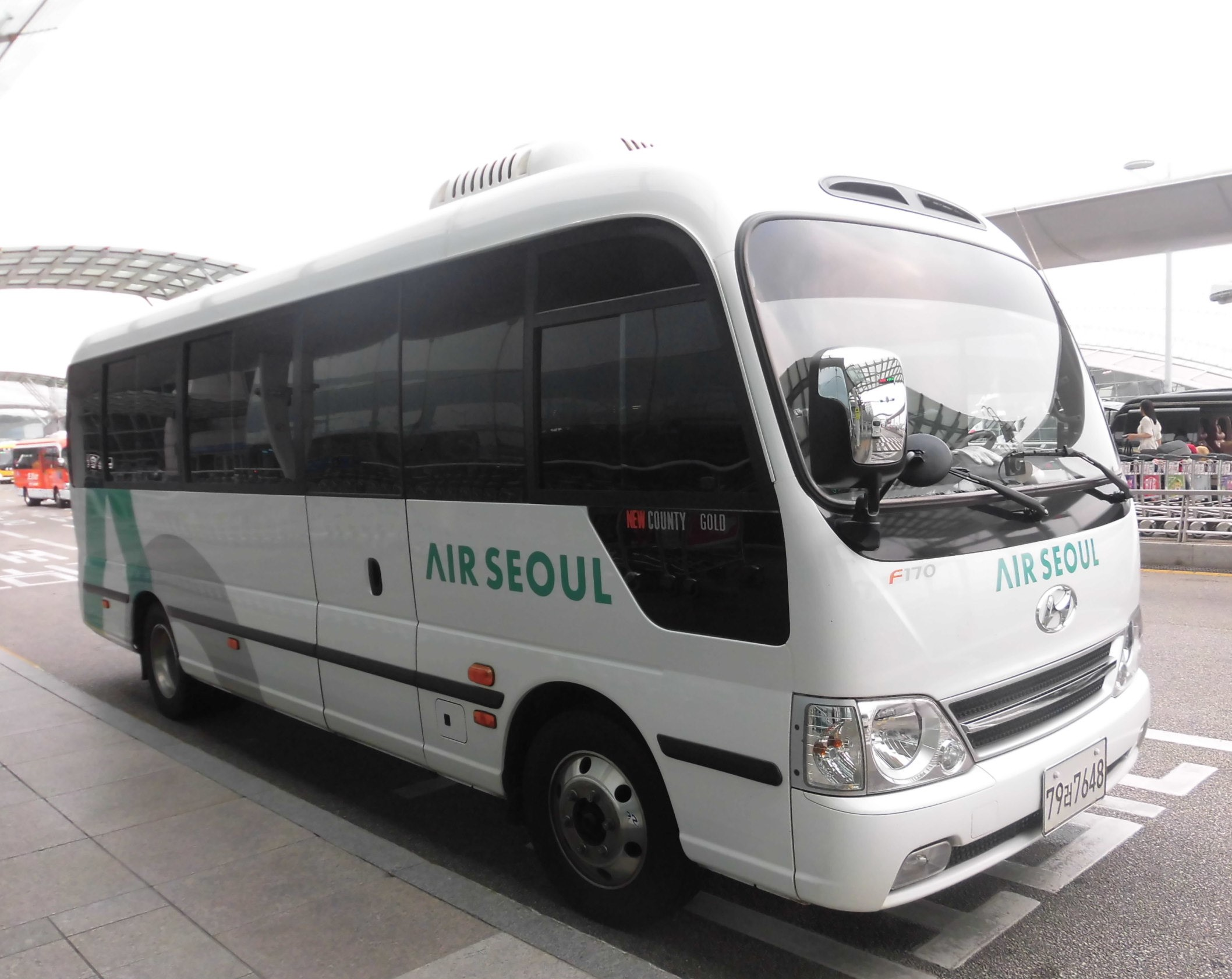
Autobús de Air Seoul.

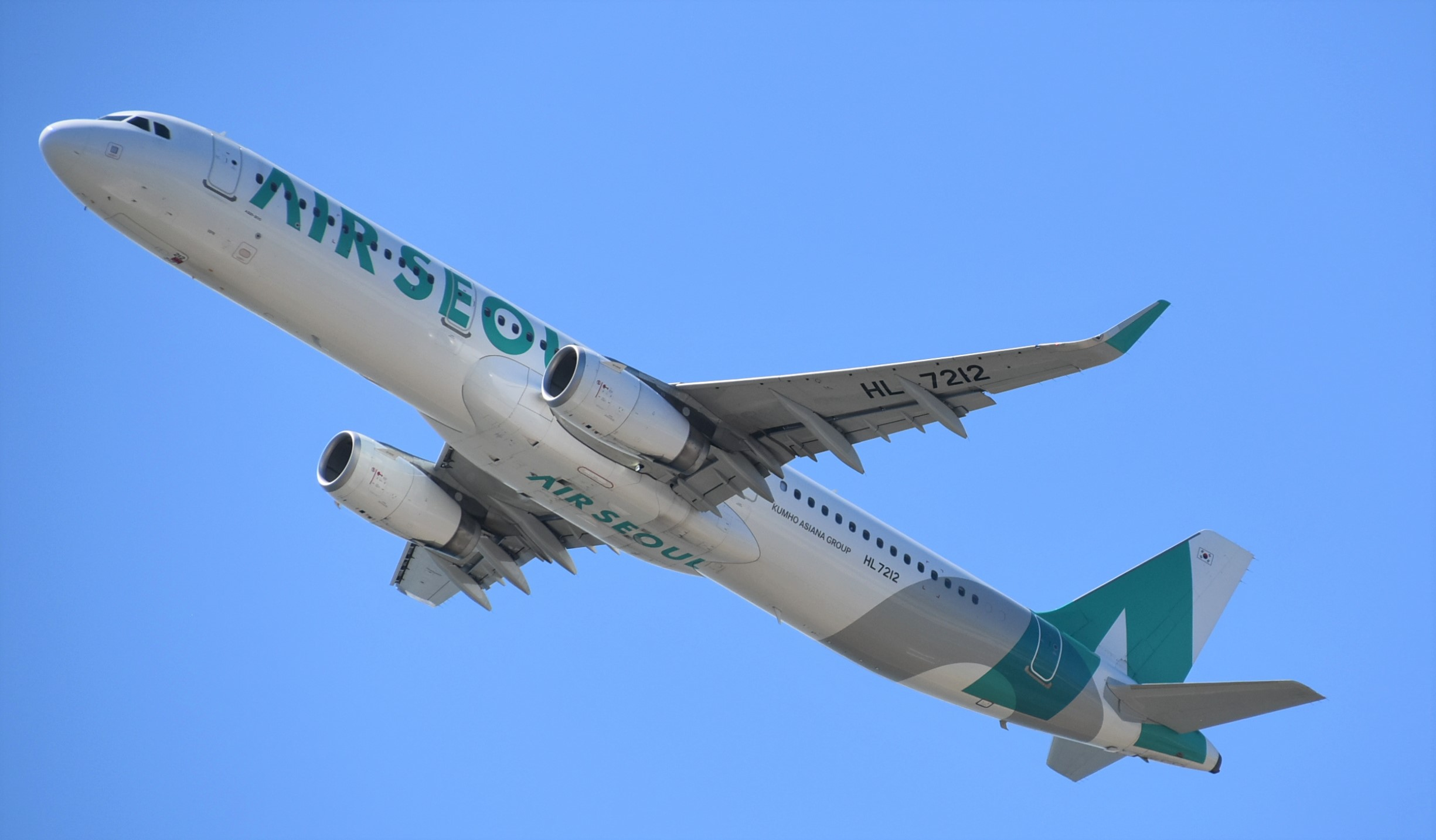
Airbus A321 de Air Seoul despegando de Osaka

La flota de Air Seoul consiste en estas aeronaves, con una edad media de 12.4 años (diciembre de 2022):
| Aeronave        | En Servicio | Órdenes | Pasajeros | Pasajeros | Pasajeros | Notas |
| Aeronave        | En Servicio | Órdenes | EJ        | EC        | Total     | Notas |
| --------------- | ----------- | ------- | --------- | --------- | --------- | ----- |
| Airbus A321-200 | 6           | —       | 12        | 159       | 171       |       |
| Airbus A321-200 | 6           | —       | —         | 195       | 195       |       |
| Airbus A321-200 | 6           | —       | —         | 220       | 220       |       |
| Total           | 6           | —       |           |           |           |       |